# Scorngrain
Scorngrain ist eine finnische Thrash- und Industrial-Metal-Band, die 2001 gegründet wurde.

## Geschichte
Die Band wurde im Jahr 2001 von Eniac (Schlagzeug, Musikprogrammierung) und Mika Packalen aka Dr. Mike Lederfaust (E-Gitarre, Musikprogrammierung) gegründet. Während des Jahres fertigte das Duo die ersten drei Lieder an und im Laufe dessen stieß B.B. Enema aka TwentynineA als Sänger dazu. Nachdem innerhalb von drei Tagen ein erstes selbstbetiteltes Demo aufgenommen und im Herbst 2002 veröffentlicht worden war, wurde es an verschiedene Labels gesandt, wodurch die Gruppe einen Plattenvertrag bei Dynamic Arts Records erreichte. Die Band spielte daraufhin ihr Debütalbum Cyberwarmachine ein, das im Frühling 2004 erschien. Mit den Live-Musikern Sebastian „A.I.“ Forma an der E-Gitarre und Herman „Herbalizer“ G. am Bass folgten vereinzelte Auftritte. Einer hiervon, der im russischen Petrosawodsk stattfand, wurde gefilmt, und zu einem Live-Video bestehend aus zwei Songs geformt. Auch wurde ein Musikvideo für das Titellied des Debütalbums auf der Kompilations-DVD Inferno veröffentlicht. Im folgenden Jahr schrieb die Band an neuem Material und pausierte ansonsten. Wieder etwa ein Jahr später begab sich die Band im Frühling 2006 erneut mit dem Produzenten Kimmo Perkki ins Studio, um das Album 0,05% aufzunehmen, das zum Mittsommerfest fertiggestellt wurde und im Oktober 2006 erschien. 2010 wurde über Sonic Supernova Records das dritte Album Utopia.Paranoia.Perversions! veröffentlicht. Es lag dem finnischen Miasma Magazine bei und wurde später digital veröffentlicht.

## Stil
Laut Eduardo Rivadavia von Allmusic kombiniert die Band die Aggressionen von Death- und Black-Metal mit wilden elektronischen Versatzstücken, etwas Hip-Hop, Ambient sowie Gothic Rock und bezeichnete die Songs als unberechenbar.
Conny Schiffbauer vom Rock Hard bezeichnete Scorngrain in ihrer Rezension zu Cyberwarmachine als „Cyber-Thrash-Combo“, die eine Mischung aus „neurotischem Industrial, fiesem Black Metal und wuchtigem Neo-Thrash“ biete. Angereichert werde die Musik mit „Synthie-Effekten, schrägen Orgelklängen, Drum’n’Bass-Sounds und einigen unpassenden Rapvocals“, wodurch die Gruppe an Samael und The Kovenant erinnere, allerdings könne sie aufgrund fehlender Abwechslung und der inkonsequenten Umsetzung guter Songideen an diese beiden Vertreter nicht heranreichen. Auch erinnere die Gruppe gelegentlich an Kreator und The Haunted. In einer späteren Ausgabe rezensierte Mike Borrink das Album 0,05% und bezeichnete die Gruppe dabei als „Cyber-Thrasher“. Die Grundlage der Songs sei Thrash Metal, der durch Industrial- und andere elektronische Klänge modernisiert werde. Insgesamt gebe sich die Gruppe homogener, düsterer und gleichzeitig melodischer. Eckart Maronde von Metal.de schrieb in seiner Utopia.Paranoia.Perversions!-Rezension, dass sich die Gruppe hier als verschärftere Version der Deathstars versucht. Auf dem Album gebe es wie bei den Vorgängern „Thrash-Metal-Riffs, fies gezischten Gesang und reichlich elektronische Spielereien, Effekte und Samplings“ und er fasste es unter den Begriff „Cyber Thrash“ zusammen.

## Diskografie
- 2002: Scorngrain (Demo, Eigenveröffentlichung)
- 2004: Cyberwarmachine (Album, Dynamic Arts Records)
- 2006: 0,05% (Album, Dynamic Arts Records)
- 2010: Utopia.Paranoia.Perversions! (Album, Sonic Supernova Records)